# Río Wusong
El río Wusóng (en chino, 吴淞江; pinyin, Wúsōng jiāng) también conocido como río Suzhou (苏州河, Sūzhōu hé) es un río de la República Popular China que discurre por el distrito de Jing'an, en el corazón de Shanghái. También lleva el nombre de Suzhou, una ciudad de la vecina provincia de Jiangsu, que era la ciudad predominante en esta área antes de la aparición de Shanghái como metrópoli.

## Geografía
El río Wusóng nace en el lago Taihu, como uno de sus emisarios, y tiene una longitud de 125 km, de los cuales 54 km están en la región administrativa de Shanghái y de esos, 24 km dentro de las partes más urbanizadas de la ciudad. El río desemboca en el río Huangpu, en el extremo norte del malecón Bund, en el distrito de Huangpu.

## Historia
Este río ha tenido un papel importante como línea de demarcación política a lo largo de la historia de Shanghái. Después del Tratado de Nankín en 1848, China comenzó a comerciar libremente con los británicos: Shanghái se convirtió en un puerto internacional de transporte y el río formó el límite entre la concesión británica (al lado norte) y la concesión americana (al sur), hasta que ambas concesiones se fusionaron en la concesión Internacional en 1863. Cuando los japoneses invadieron Shanghái en 1937, el río formó el límite entre la concesión Internacional de Shanghái (al sur) y la concesión japonesa (al norte).
Debido al rol del puerto de Shanghái como  comercial, a partir de la década de 1930 el río fue una importante ruta de navegación que facilitaba el transporte de mercancías con el interior de China. A lo largo de las orillas del río existen grandes almacenes y fábricas que fueron construidos en esos tiempos, convirtiendo la región próxima al río en una zona industrial, lo que a largo plazo tuvo el resultado de contaminarlo, entre otros motivos debido al vertido de las aguas residuales domésticas. Eso le ganó el apodo local de "el río huele mal", ya que a partir de 1920 fue el río más contaminado de Shanghái.
Desde 1992, el gobierno de Shanghái ha intentado cambiar su aspecto. En 1998, las autoridades lanzaron el proyecto para descontaminar el río, mitigar inundaciones, mejorar la calidad de agua potable y trasladar las industrias a zonas alejadas del río. Mientras tanto, el río se considera lo suficientemente limpio como para albergar las competiciones anuales de remo.